# Néstor Giménez
Néstor Rafael Giménez Florentín (Itá, 24 luglio 1997) è un calciatore paraguaiano, difensore del Libertad.

## Carriera

### Club
Morínigo è cresciuto nel settore giovanile del Libertad, con cui ha debuttato il 30 ottobre 2016 nell'incontro di División Profesional perso 2-1 contro il Nacional. Dal 2019 al 2020 ha giocato in prestito proprio al Nacional, e dal 2021 al 2022 al Tacuary. Nel 2023 ha fatto ritorno al Libertad che lo ha confermato in prima squadra.

### Nazionale
Ha debuttato con la nazionale paraguaiana l'11 giugno nell'amichevole persa 3-0 contro il Cile. Quattro giorni dopo è stato incluso nella lista finale di convocati per la Copa América 2024.

## Statistiche

### Presenze e reti nei club
Statistiche aggiornate al 19 giugno 2024.
| Stagione        | Squadra         | Campionato      | Campionato | Campionato | Coppe nazionali | Coppe nazionali | Coppe nazionali | Coppe continentali | Coppe continentali | Coppe continentali | Altre coppe | Altre coppe | Altre coppe | Totale | Totale | Totale |
| Stagione        | Squadra         | Comp            | Pres       | Reti       | Comp            | Pres            | Reti            | Comp               | Pres               | Reti               | Comp        | Pres        | Reti        | Pres   | Reti   |        |
| --------------- | --------------- | --------------- | ---------- | ---------- | --------------- | --------------- | --------------- | ------------------ | ------------------ | ------------------ | ----------- | ----------- | ----------- | ------ | ------ | ------ |
| 2016            | Libertad        | PD              | 6          | 0          |                 | -               | -               | CS                 | 0                  | 0                  |             | -           | -           | 6      | 0      |        |
| 2017            | Libertad        | PD              | 12         | 0          |                 | -               | -               | CL+CS              | 4+0                | 0                  |             | -           | -           | 16     | 0      |        |
| 2018            | Libertad        | PD              | 12         | 0          |                 | -               | -               | CL                 | 0                  | 0                  |             | -           | -           | 12     | 0      |        |
| 2019            | Nacional        | PD              | 9          | 0          |                 | -               | -               |                    | -                  | -                  |             | -           | -           | 9      | 0      |        |
| 2020            | Nacional        | PD              | 3          | 0          |                 | -               | -               | CS                 | 0                  | 0                  |             | -           | -           | 3      | 0      |        |
| 2021            | Tacuary         | DI              | ?          | ?          |                 | -               | -               |                    | -                  | -                  |             | -           | -           | ?      | ?      |        |
| 2022            | Tacuary         | PD              | 38         | 2          |                 | -               | -               | CL                 | 0                  | 0                  |             | -           | -           | 38     | 2      |        |
| 2023            | Libertad        | PD              | 30         | 1          | CP              | 3               | 0               | CL+CS              | 3+3                | 0                  |             | -           | -           | 39     | 1      |        |
| 2024            | Libertad        | PD              | 18         | 0          | CP              | 0               | 0               | CL                 | 4                  | 0                  |             | -           | -           | 22     | 0      |        |
| Totale carriera | Totale carriera | Totale carriera | 128+       | 3+         |                 | 3               | 0               |                    | 14                 | 0                  |             | -           | -           | 145    | 3+     |        |

### Cronologia presenze e reti in nazionale
| Cronologia completa delle presenze e delle reti in nazionale ― Paraguay | Cronologia completa delle presenze e delle reti in nazionale ― Paraguay | Cronologia completa delle presenze e delle reti in nazionale ― Paraguay | Cronologia completa delle presenze e delle reti in nazionale ― Paraguay | Cronologia completa delle presenze e delle reti in nazionale ― Paraguay | Cronologia completa delle presenze e delle reti in nazionale ― Paraguay | Cronologia completa delle presenze e delle reti in nazionale ― Paraguay | Cronologia completa delle presenze e delle reti in nazionale ― Paraguay |
| Data                                                                    | Città                                                                   | In casa                                                                 | Risultato                                                               | Ospiti                                                                  | Competizione                                                            | Reti                                                                    | Note                                                                    |
| ----------------------------------------------------------------------- | ----------------------------------------------------------------------- | ----------------------------------------------------------------------- | ----------------------------------------------------------------------- | ----------------------------------------------------------------------- | ----------------------------------------------------------------------- | ----------------------------------------------------------------------- | ----------------------------------------------------------------------- |
| 11-6-2024                                                               | Santiago del Cile                                                       | Cile                                                                    | 3 – 0                                                                   | Paraguay                                                                | Amichevole                                                              | -                                                                       |                                                                         |
| 16-6-2024                                                               | Panama                                                                  | Panama                                                                  | 0 – 1                                                                   | Paraguay                                                                | Amichevole                                                              | -                                                                       | 61’ 82’                                                                 |
| 28-6-2024                                                               | Paradise                                                                | Paraguay                                                                | 1 – 4                                                                   | Brasile                                                                 | Coppa America 2024 - 1º turno                                           | -                                                                       | 73’                                                                     |
| 2-7-2024                                                                | Austin                                                                  | Costa Rica                                                              | 2 – 1                                                                   | Paraguay                                                                | Coppa America 2024 - 1º turno                                           | -                                                                       |                                                                         |
| Totale                                                                  |                                                                         | Presenze                                                                | 4                                                                       |                                                                         | Reti                                                                    | 0                                                                       |                                                                         |

## Palmarès

### Club

#### Competizioni nazionali
- Campionato paraguaiano: 3

Libertad: 2023 (Apertura), 2023 (Clausura), 2024 (Apertura)
- Copa Paraguay: 2

Libertad: 2023, 2024